# بادرنجبویه پرساقه
بادرنجبویه پرساقه، پلنگ مشک (نام علمی: Dracocephalum multicaule) نام یک گونه از سردهٔ بادرنجبویه است.